# إينيس ألدر
إينيس ألدر (بالإسبانية: Inés Alder)‏ هي متزحلقة أرجنتينية، ولدت في 30 أبريل 1970 في باريلوتشي في الأرجنتين.

## وصلات خارجية
- إينيس ألدر على موقع أوليمبيديا (الإنجليزية)